# Jindřich IV. Věrný

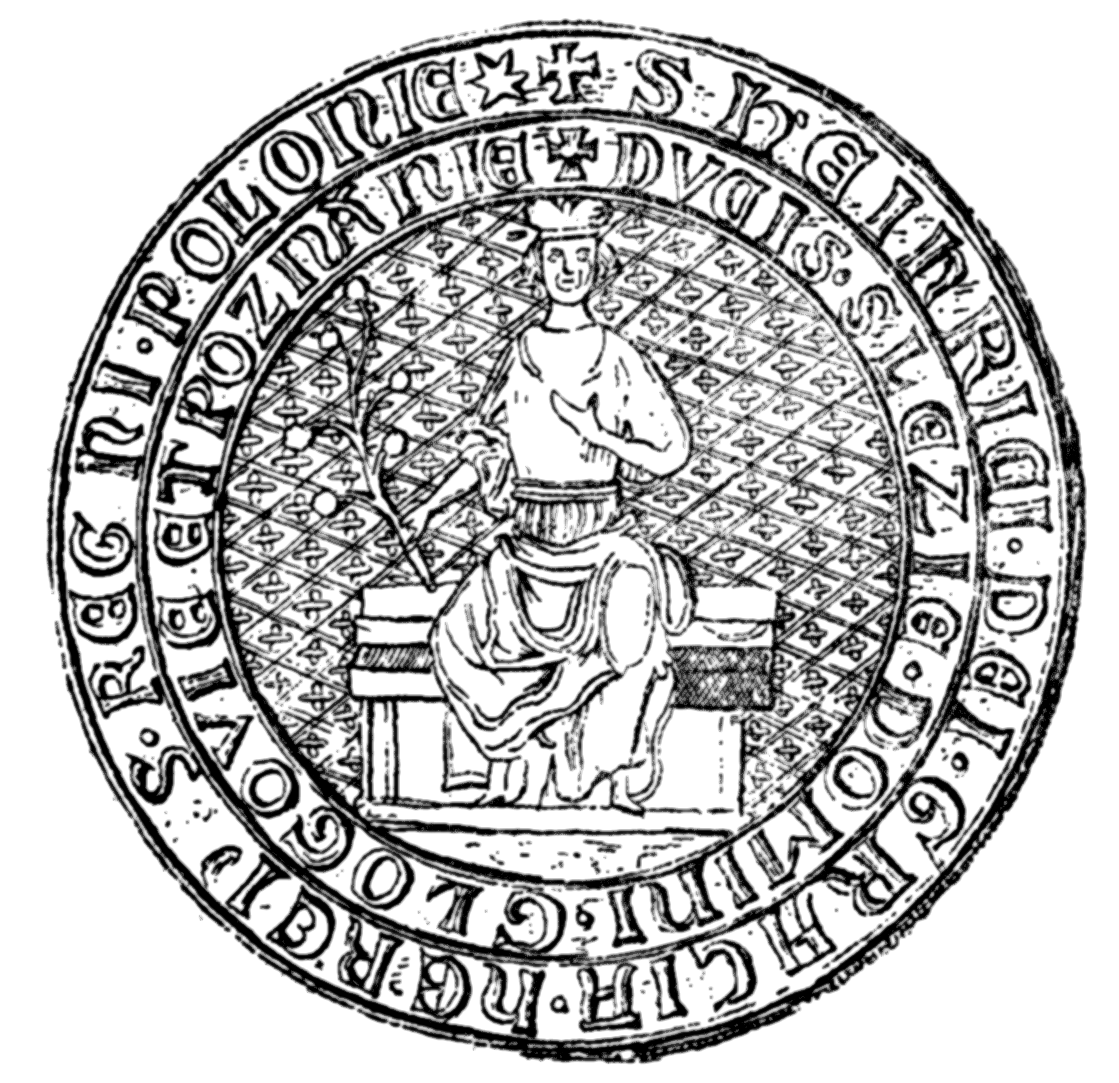
Majestátní pečeť z roku 1308

Jindřich IV. Věrný (latinsky Fidelis) či Hlohovský nebo Zaháňský († 1342) byl kníže hlohovský a zaháňský z rodu slezských Piastovců.
Byl synem hlohovsko-zaháňského knížete Jindřicha III. Dne 9. května 1329 složil lenní slib českému králi Janu Lucemburskému.
Jeho ostatky jsou uloženy v augustiniánském kostele v Zaháni.